# Upper Cumberworth
Upper Cumberworth är en by i Kirklees i West Yorkshire i England. Byn är belägen 26,2 km 
från Leeds. Orten har 697 invånare (2016). Byn nämndes i Domedagsboken (Domesday Book) år 1086, och kallades då Combreworde/Cumbrewrde.